# Nueva Imperial
Nueva Imperial – miasto w Chile, w regionie Araukania, w prowincji Cautín.